# Décapage
Pour l’article homonyme, voir Décapage (revue).
Le décapage est un procédé qui consiste à éliminer une couche de matière déposée (volontairement ou non) sur la surface d'une autre matière (appelée le substrat). Selon le contexte, il s'agit d'enlever des couches de peinture, vernis, cire, pigments ou des traces de corrosion (ou d’oxydation) sur une surface. Des techniques mécanique, chimique ou thermique peuvent être utilisées pour ce faire.

## Décapages mécaniques

### Brossage et frottement
BrossageS'applique aux bobines laminées à chaud. La bande passe, après planage, par une série de rouleaux abrasifs qui élimine l'oxyde et une partie contrôlée de la calamine. Les quelques microns de wurstite restants constituent une protection naturelle contre la corrosion.
FrottementDifférents types de brosses en nylon abrasif, nylon abrasif + toile émeris, en acier, des meules en caoutchouc + grains d'abrasif, disques abrasifs sont utilisés en rotation sur touret, sur outillage électro-portatif ou sur perceuse pour obtenir par frottement un l'enlèvement de matière à décaper.

### Décapage par projection d’abrasif
Le décapage est réalisé par projection d’abrasif à haute énergie cinétique sur la surface à préparer.
SablageUn jet d’air comprimé entraîne des grains de silice, de granit broyé, et les projettent sur la surface métallique. Cette opération dégage de la poussière ultra fine et potentiellement nocive selon le matériau utilisé.
AérogommageDérivée de la technique précédente, celle-ci consiste en la projection à plus basse pression d'abrasifs d'origine naturelle et non nocifs.
HydrogommageDeux machines existent : machine avec cuve pressurisée à l'air : aérogommage avec ajout d'eau, ou machine avec la cuve pressurisée à l'eau, projection à basse pression entièrement humide destinée à réduire la poussière de 90 % par rapport à un sablage (à sec)
GrenaillageDes micros-billes d’acier, verre, métaux légers, voire des céréales (blé), etc., sont projetées par la force centrifuge d’une turbine tournant à grande vitesse pour les installations industrielles de grandes séries comme l’automobile. La projection peut se faire à l’aide d’un puissant jet d’air dans des installations de petites séries, où les pièces à traiter varient constamment. Comme pour le sablage, le port de vêtements de protection est obligatoire.

### Décapage UHP
De l'eau à ultra haute pression (plus de 1400 bars) est utilisée pour enlever rouille et peinture. Ce procédé est de plus en plus utilisé en industrie par suite de l'absence d'étincelles lors du décapage. Il est par contre générateur de quantités importantes de poussières en provenance du support (rouille) et de la peinture arrachée par le jet. Le décapage au jet UHP de structures métalliques protégées par une couche de minium peut ainsi émettre dans l'atmosphère des quantités très importantes de particules d'oxyde de plomb toxique. Par ailleurs le décapage au jet UHP expose les opérateurs à d'autres risques graves (bruit, blessures sévères dues au jet, électrocution). Des équipements de protection adaptés sont de toute façon indispensables.

## Décapages chimiques

### Décapage sur métaux
Il résulte de l’action d’un acide sur l’oxyde du métal :
- pour les aciers au carbone, l’aluminium et ses alliages : bain d’eau avec acide sulfurique (5 à 15 % ), acide chlorhydrique (10 %) et acide fluorhydrique (2 à 15 %) ;
- pour les aciers inoxydables : eau avec acide nitrique et acide fluorhydrique (mélange fluo-nitrique) ;
- pour le cuivre et ses alliages : bain d’eau et d'acide nitrique (5 %), acide sulfurique (5 %).

Le décapage peut se faire à froid, mais avec un bain à 70° (pas pour le cas des inox), l’opération est notablement accélérée. L’acide attaque non seulement l’oxyde adhérent, mais aussi le métal ce qui dégage de l’hydrogène dont une partie est absorbée par le métal. Pour remédier à ce problème, le bain est additionné d’un limiteur de décapage qui retarde l’action de l’acide sur le métal sans gêner la dissolution des oxydes.
Les limiteurs de décapage sont à base de colle, amidon, goudrons ou composés organiques sulfurés.

### Décapage sur bois
Le décapage du bois est très employé pour éliminer rapidement les traces de peintures, vernis, etc., sur les meubles ou objet en bois, sans détérioration de celui-ci ; procédé très répandu dans le domaine de la rénovation, brocante, antiquité… De petites sociétés de décapage existent un peu partout et sont très abordables pour le traitement d’un meuble ou d’autres objets (volets, portes, etc.).
Les décapants du commerce sont disponibles, mais assez onéreux. Un procédé simple et peu coûteux consiste à mélanger 20 à 40 % d’ammoniac ménager dans un bain d’eau tiède, d’étendre le mélange, au pinceau ou à l’éponge, sur les surfaces à traiter et après quelques minutes, racler les peintures, rincer à l’eau claire et essuyer. Attention les vapeurs d’ammoniac sont assez insupportables lorsque l'on travaille dans un local clos. Pour les pièces importantes, travaillez à l’extérieur et portez un masque.

### Décapage en coiffure
Le décapage, dans la coiffure, consiste à éliminer les pigments artificiels laissé sur le cheveu par la coloration. Il est nécessaire d'effectuer un décapage pour éclaircir des cheveux déjà colorés.

## Décapage cryogénique
Le décapage (ou nettoyage) cryogénique repose sur la projection pneumatique de pellets de glaces carbonique (pellets de glace à −78,2 °C) sur la surface à traiter. La technique tire son efficacité de trois phénomènes :
- l'impact : effet mécanique dû au choc du pellet sur la pièce ;
- le choc thermique : exposés au froid extrême, les résidus se fragilisent et se rétractent ; une facture se crée sous l'effet du froid ;
- l'effet de souffle : créé par la sublimation de la glace carbonique (augmentation du volume par 500) et qui décolle le résidu.

Le procédé de cryogénie est employé pour l'élimination de dépôts et divers résidus (ciment, goudron, peinture, huile, bitume, encre, vernis, caoutchouc) mais aussi pour le nettoyage de lignes de production, d'armoire électrique, de radiateurs, de circuits électriques et même de ventilateurs qui nécessitent des nettoyages sous tension, donc à sec. Seulement quelques sociétés utilisent ce procédé à ce jour.

## Décapage thermique

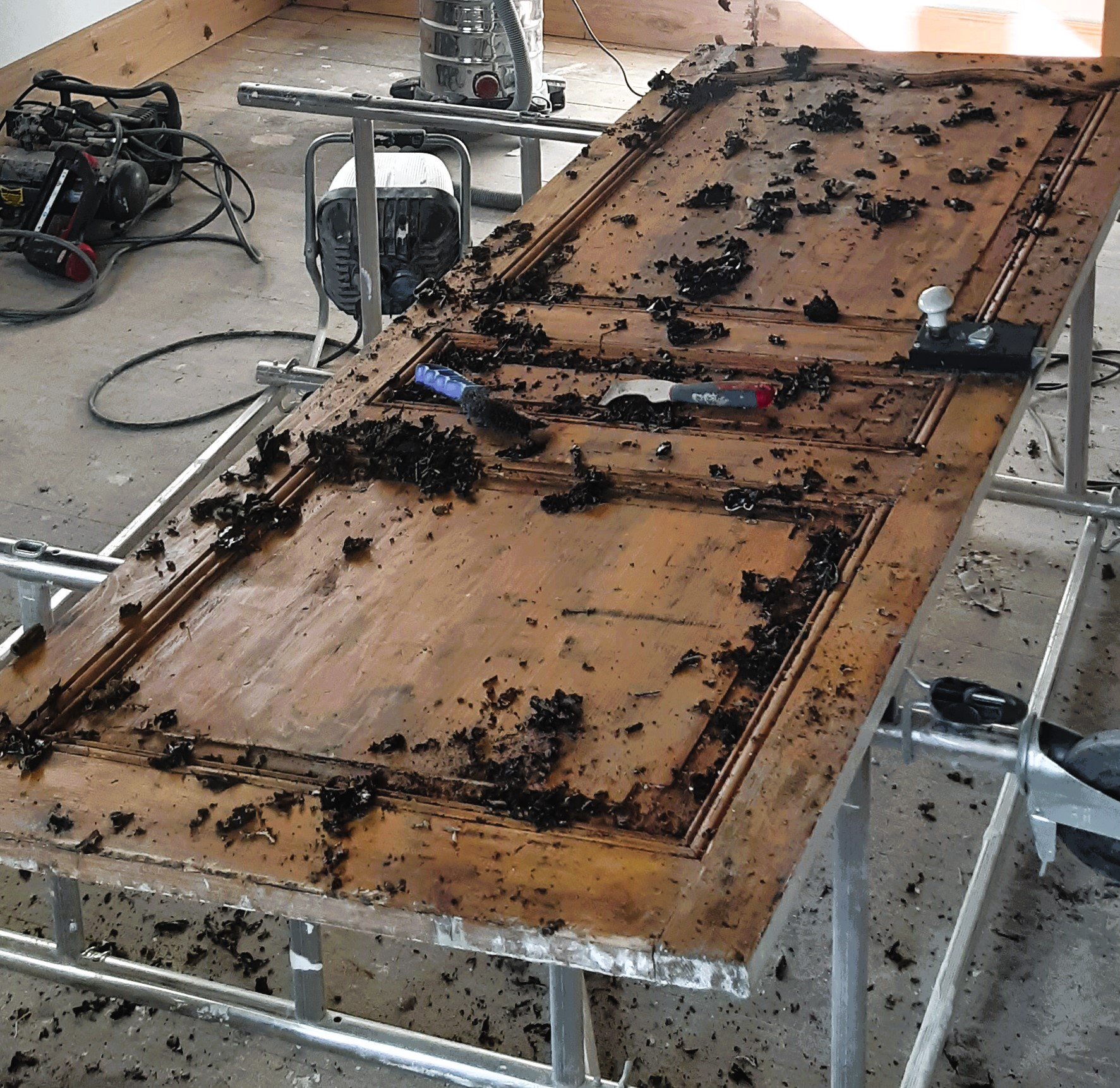
Décapage thermique d'une porte en bois.

Le décapage thermique se fait au moyen de fours à pyrolyse et est principalement utilisé pour supprimer totalement des couches de peinture (par exemple celles qui enrobent les balancelles utilisées sur les lignes de peinture industrielles à convoyeur motorisé). Les fours à pyrolyse modernes garantissent la récupération et le traitement des fumées résultantes de ce procédé.
Pour retirer la peinture d'une pièce de bois, il est également possible d'utiliser un décapeur thermique.

## Décapage au laser
Le décapage au laser est basé sur l'utilisation de l'énergie contenue dans le faisceau laser. Cette énergie est absorbée par la couche de salissure à traiter qui « explose » et est ainsi réduite en fines particules qui seront ensuite aspirées.

## Décapage électrolytique
Le décapage électrolytique permet d’accélérer l’opération en provoquant l’attaque de l’oxyde par de l’acide naissant, plus actif que l’acide en solution.
On procède par électrolyse en plongeant les pièces à décaper dans un bain d’acide sulfurique. Les pièces forment l’anode, une plaque de plomb sert de cathode. À l’anode, sur les pièces, les réactions chimiques ont pour effet de décoller la pellicule d’oxyde qui tombe au fond du bac.

## Rinçage
Le rinçage est la dernière et essentielle opération qui doit être suivie d’un ou plusieurs rinçages à l’eau froide. L’immersion des pièces dans un bain basique, destiné à éliminer toute trace d’acide, peut utilement suivre les rinçages à l’eau pure.